# British War Dog School

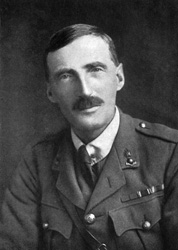
Lt Col Edwin Richardson

De British War Dog School was een hondenschool die in 1917 door Lt Col Edwin Richardson werd opgericht om militaire honden te trainen. De belangrijkste taak van zijn honden was het wegbrengen van berichten. Ze werden vooral in de loopgraven in Frankrijk gebruikt.
Toen de Eerste Wereldoorlog uitbrak, maakte het Britse leger nog geen gebruik van honden. Alleen het 2de bataljon van het Norfolk Regiment had een Airedale, die ze gebruikten als waakhond. Toen het regiment naar Frankrijk werd gezonden, werd de hond meegenomen.
Richardson woonde met zijn vrouw op een boerderij in Carnoustie aan de Schotse oostkust. Hij reisde al voor de oorlog naar continentaal Europa om te zien hoe het leger, de politie en reddingswerkers daar van honden gebruik maakten. Toen de oorlog uitbrak, bood hij zijn diensten aan bij het Britse Rode Kruis. Met enkele honden ging hij in een ambulance mee naar Brussel, maar toen bleek dat de Duitsers de honden wilden doodschieten hoewel zij een Rode Kruis-jasje droegen, ging hij via Oostende weer naar Engeland terug.
Hij begon Airedaleterriërs te trainen maar in 1916 kreeg hij het verzoek om zich te specialiseren op honden die boodschappen konden overbrengen, vooral tijdens bombardementen, omdat telefonisch contact in dat lawaai vrijwel onmogelijk was. De eerste twee afgerichte honden die hij naar Frankrijk stuurde waren Wolf en Prince. Toen die honden het daar goed deden, verzocht het Ministerie van Oorlog hem om de hondenschool op te richten.
De honden zaten verspreid over diverse kennels en hun training werd gedaan door voormalige jachtopzieners en herders. De  gemiddelde kennel had 48 honden en 16 mankrachten. Honden kwamen uit een asiel in Battersea en later ook uit andere steden. De vraag naar honden werd steeds groter. Ze werden getraind om hun werk te doen ondanks rook, lawaai en andere oorlogsomstandigheden.